# 卡雷吉内
卡雷吉内（義大利語：Careggine），是意大利卢卡省的一个市镇。总面积24.41平方公里，人口605人，人口密度24.8人/平方公里（2009年）。ISTAT代码为046008。